# ТЕС Електрон
3°7′31″ пд. ш. 59°55′41″ зх. д. / 3.12528° пд. ш. 59.92806° зх. д.
ТЕС Електрон — наразі зупинена електростанція в Бразилії у штаті Амазонас. Є однією з багатьох ТЕС, які працюють чи працювали у розташованому в центрі Амазонії місті Манаус.
Особливістю станції, яка почала роботу в 1973-му, було її розміщення на баржі, яку ошвартували біля майданчику ТЕС Мауа. На плавучій платформі розмістили шість встановлених на роботу у відкритому циклі газових турбін (вони працювали попарно, тому зазвичай зазначається, що ТЕС Електрон мала три турбогенераторні установки). Загальна потужність станції становила 121,1 МВт.
В кінці 1990-х станцію спробували підсилили за рахунок ще однієї плавучої платформи, яка мала генерувати 50 МВт. Це був колишній ракетний есмінець USS Hoel (DDG-13), котрий в 1997-му пройшов необхідне переобладнання та продукував електроенергію використовуючи свої парові турбіни (силова установка цього корабля складалась із двох парових турбін General Electric загальною потужністю 52 МВт, які живились від чотирьох котлів Babcock & Wilcox). Втім, перед відправкою судна до Бразилії зазначена силова установка не була належним чином відновлена, що потягнуло постійні перебої в роботі та неодноразові ремонти, для проведення яких доводилось доправляти матеріали та спеціалістів до віддаленого Манауса. Як наслідок, після року нестабільної роботи контракт на використання колишнього Hoel розірвали.
ТЕС Електрон вивели з експлуатації восени 2015-го.
Як паливо станція використовувала нафтопродукти.
Видача продукції відбувалась по ЛЕП, розрахованій на роботу під напругою 69 кВ.